# It's All About Me
It's All About Me è un brano musicale R&B prodotto da Darryl "Day" Pearson e scritto da Sisqó dei Dru Hill per l'album di debutto della cantante statunitense Mýa. Il brano, inciso come duetto in compagnia dello stesso Sisqó, è stato pubblicato nel febbraio del 1998 come primo singolo della cantante. Il singolo si è rivelato un successo immediato, essendo arrivato fino alla seconda posizione della Hot R&B/Hip-Hop Songs ed essendo entrato nella top10 della Hot 100. Inoltre è stato certificato disco d'oro dalla RIAA.

## Video
Il video del singolo, diretto da G. Thomas Ferguson e Haqq Islam, è ambientato all'interno di un teatro dove si è appena tenuto un concerto dei Dru Hill. Alla fine del concerto una folla urlante di fan attende l'uscita dei membri della band fuori dai camerini, e tra le fan c'è anche Mýa con un atteggiamento disinteressato e annoiato, che sembra essere lì solo per aver accompagnato le amiche. Quando i ragazzi della band escono, Sisqó sceglie tra tutte le fan proprio Mýa, la prende per mano e la trascina all'improvviso in un corridoio stretto e bianco. Nelle scene seguenti Mýa e Sisqó si alternano tra palcoscenico e platea del teatro in un gioco di seduzione/serenata. La prima esibizione di Mýa di fronte al cantante la vede vestita in un abito rosso orientale, con i capelli raccolti, sullo sfondo di un telone sul quale è dipinto un drago cinese. Altre performance contengono un balletto a mo' di lotta di scherma tra i due cantanti e una coreografia che i due eseguono con il supporto di numerosi ballerini. Nella scena finale i due cantanti cenano a lume di candela seduti ad un tavolino allestito sul palco, e Sisqo regala alla cantante un ciondolo. Il video si conclude con Mýa nella sua camera da letto mentre viene svegliata dalle sue amiche, e così viene rivelato che si trattava di un sogno. Ma le amiche le consigliano di togliersi il ciondolo che porta al collo, che è proprio quello regalato da Sisqó nel sogno.

## Ricezione
Il singolo è entrato nella Hot 100 di Billboard alla posizione numero 82, per poi raggiungere la sesta posizione, dove è rimasto per tre settimane consecutive. Il singolo ha speso venti settimane nella Hot 100. Nella classifica R&B il brano ha raggiunto la seconda posizione, diventando il singolo di Mýa ad aver raggiunto la posizione più alta nella classifica R&B. In questa classifica il singolo ha passato un totale di 27 settimane. Negli Stati Uniti il brano ha ricevuto la certificazione di disco d'oro grazie ad oltre 500 000 copie vendute. Nelle classifiche di fine anno la canzone si è piazzata al numero 11 nella classifica R&B e al numero 49 nella Hot 100.
In Canada il brano è entrato in top40, ma si è fermato alla posizione numero 39. In Nuova Zelanda invece ha fatto di meglio: dopo essere entrato al numero 27, la settimana seguente era già in top20, finché non ha raggiunto la sua posizione più alta al numero 13. Il brano è entrato in classifica anche nei Paesi Bassi e Giappone, senza raggiungere posizioni considerevoli.

## Tracce
U.S. CD single
1. "It's All About Me" (radio version)
2. "It's All About Me" (LP version)

European maxi single
1. "It's All About Me" (The Slammin Sam Wesside mix) - 4:40
2. "It's All About Me" (Hula radio mix) - 4:14
3. "It's All About Me" (radio version) - 4:24

## Classifiche
| Classifica (1998)                    | Posizione |
| ------------------------------------ | --------- |
| Canada                               | 39        |
| Paesi Bassi                          | 76        |
| Nuova Zelanda                        | 13        |
| Tokio Hot 100                        | 91        |
| U.S. Billboard Hot 100               | 6         |
| U.S. Billboard Hot R&B/Hip-Hop Songs | 2         |
| U.S. Billboard Hot Dance Club Play   | 29        |
| U.S. Billboard Rhythmic Top 40       | 9         |